# کبریت‌ها (ترانه بریتنی اسپیرز و بکستریت بویز)
«کبریت‌ها» (انگلیسی: Matches) ترانه‌ای است که توسط خواننده آمریکایی بریتنی اسپیرز و گروه پسرانهٔ آمریکایی بکستریت بویز برای نسخهٔ مجدد لوکس نهمین آلبوم استودیویی اسپیرز با عنوان گلوری (۲۰۱۶) ضبط شده‌است. این ترانه توسط مایک ویز، آسیا وایتکر، جاستین ترانتر و ایان کرک پاتریک در ابتدا برای نهمین آلبوم استودیویی بکستریت بویز با عنوان دی‌ان‌ای (۲۰۱۹) نوشته شد، اما در آخر در آلبوم ظاهر نشد و بعداً برای همکاری مجدد بین اسپیرز و گروه مورد استفاده قرار گرفت.